# Greatest Hits (album de Fleetwood Mac, 1988)
Albums de Fleetwood Mac
Tango in the Night
(1987) Behind the Mask
(1990)
Greatest Hits est une compilation de Fleetwood Mac, sortie en 1988, sous le label Warner Bros. Records.

## Certifications
| Pays              | Certification | Unités certifiées |
| ----------------- | ------------- | ----------------- |
| États-Unis (RIAA) | 8 × Platine   | 8 000 000         |
| France (SNEP)     | 2 × Or        | 200 000           |